# Lady with Red Hair
Lady with Red Hair je americké historické drama z roku 1940, režírované Curtiesem Bernhardtem a v hlavních rolích s Miriam Hopkins, Claudem Rainsem a Richardem Ainleyem. Film byl uveden společností Warner Brothers a herečka Miriam Hopkins v něm ztvárnila postavu herečky 19. století paní Leslie Carterové. Budoucí hvězda Alexis Smith si ve filmu odbyla svůj debut v menší roli. Filmové scény navrhl umělecký vedoucí Max Parker.

## Děj
Když se Caroline Carterová rozvádí se svým bohatým manželem, ztrácí v soudním řízení také právo na péči o svého syna Dudleyho. Odhodlaná získat zpět své jmění i syna, odjíždí z Chicaga do New Yorku, aby se stala herečkou, a snaží se seznámit s divadelním producentem Davidem Belascem.
Belasco se jí chce zbavit, a tak jí slíbí, že pro ni napíše hru, jen aby opustila jeho kancelář. Ve skutečnosti nemá v úmyslu jí dát práci, ale když se s ním po několika měsících znovu setká, pokusí se jí zařídit roli v představení. To sice skončí neúspěchem, ale Caroline se místo toho rozhodne provdat za herce Loua Paynea, který bydlí ve stejném penzionu. Belasco se ji snaží přesvědčit, aby se neuspěchala a vzala spíše roli v jiné hře.
Toto představení se na Broadwayi stane úspěchem a Caroline se nakonec naskytne příležitost vrátit se s ním do Chicaga. Její triumf je však poznamenán tím, že se se synem odcizili.
Caroline pokračuje ve své kariéře v Americe i v Evropě a kvůli nedostatku rodinného života je zcela pohlcena prací. Po nějaké době se rozhodne vrátit se k Payneovi a vzít si ho. Belasco žárlí a potrestá ji tím, že s ním už nesmí spolupracovat.
Caroline se snaží pokračovat v kariéře sama, ale její ambice hatí řada neúspěšných her. Payne nakonec přesvědčí Belasca, aby s Caroline opět začal pracovat, a dvojice se usmíří.

## Obsazení

### Uvedeni v titulcích:
- Miriam Hopkins jako paní Leslie Carterová
- Claude Rains jako David Belasco
- Richard Ainley jako Lou Payne
- Laura Hope Crewsová jako paní Dudleyová
- Helen Westleyová jako paní 'Ma' Frazierová
- John Litel jako Charles Bryant
- Mona Barrieová jako paní Hilda Brooksová
- Victor Jory jako pan Clifton
- Cecil Kellaway jako pan Chapman
- Fritz Leiber jako pan Foster
- Johnnie Russell jako Dudley Carter
- Selmer Jackson jako Henry DeMille

### Neuvedeni v titulcích:
- Alexis Smithová jako dívka na svatbě
- Cornel Wilde jako pan Williams
- Maris Wrixonová jako slečna Annie Ellisová
- Doris Lloydová jako učitelka ve škole slečny Humbertové
- Lillian Kemble-Cooperová jako hostka londýnské párty
- Halliwell Hobbesová jako rozvodová soudkyně
- Creighton Hale jako reportér Eddie